# Uruz

Uruz

Uruz (ᚢ) ist die zweite Rune des älteren Futhark und des altnordischen Runenalphabets mit dem Lautwert u. Der rekonstruierte urgermanische Name bedeutet „Auerochse“. Er erscheint in den Runengedichten als altnordisch und altenglisch ūr bzw. gotisch uraz.

## Bedeutung
Das isländische Wort für „Regen“ und das altenglische Wort für „Auerochse“ sind auf zwei verschiedene protogermanische Wörter zurückzuführen, *ūruz und *ūrą, welche möglicherweise jedoch von derselben Wortwurzel stammen. Die norwegische Bedeutung „Schlacke“ ist noch unklarer, sie ist jedoch möglicherweise ein Ausdruck aus der Eisenzeit, abgeleitet aus dem Wort für Wasser (vergleiche das Kalevala, wo Eisen mit Milch verglichen wird).
Deswegen gestaltet es sich als schwierig, einen protogermanischen Namen für die Rune aus dem älteren Futhark zu finden. Es könnte *ūruz („Auerochse“) gewesen sein (siehe Stier (Mythologie)), oder *ūrą („Wasser“). Beide Bedeutungen scheinen im Vergleich zu den anderen Runennamen möglich zu sein: „Wasser“ wäre vergleichbar mit Laguz, und „Auerochse“ zu Ehwaz. Das Gotische Alphabet scheint sich auf die Bedeutung „Auerochse“ zu stützen.

## Runengedicht
Der Name der Rune ist in fünf der überlieferten Runengedichte als Ur zu finden, jedoch mit unterschiedlichen Bedeutungen.
| Runengedicht                                                                                                   | Deutsche Übersetzung |
| Altnorwegisch Úr er af illu jarne, opt løypr ræinn á hjarne.                                                   | Schlacke kommt von schlechten Eisen; oft läuft das Ren auf eisigen Schnee.                                                                             |
| Altisländisch Úr er skýja grátr ok skára þverrir ok hirðis hatr. umbre vísi                                    | Regen ist das Weinen der Wolken und der Ernte Ruin und des Hirten Hass.                                                                                |
| Altenglisch Ur byþ anmod ond oferhyrned, felafrecne deor, feohteþ mid hornum mære morstapa; þæt is modig wuht. | Der Auerochse ist anmutig und oben gehörnt, das wilde Tier kämpft mit seinen Hörnern, ein großartiger Wanderer der Moore, der eine mutige Kreatur ist. |

## Zeichenkodierung
| Standard  | Standard    | Uruz (ᚢ)               |
| --------- | ----------- | ---------------------- |
| Unicode   | Codepoint   | U+16A2                 |
| Unicode   | Name        | RUNIC LETTER URUZ UR U |
| UTF-8     | UTF-8       | E1 9A A2               |
| XML/XHTML | dezimal     | &#5794;                |
| XML/XHTML | hexadezimal | &#x16A2;               |